# بي-300
بي-300 هو نظام محمول كتفًا مضاد للدبابات قابل لإعادة الاستخدام طُوِّر من قبل شركة الصناعات العسكرية الإسرائيلية في أواخر السبعينيات لاستخدامه من قبل الجيش الإسرائيلي، ويمكن نقله وتشغيله من قبل مشغل واحد وهو فعال إلى ما يقرب من 400 متر (1,312 قدم). الذخائر المعبأة مسبقًا وآليات التشغيل البسيطة تجعل السلاح متعدد الاستخدامات تمامًا، مما يسمح باستخدامه من قبل القوات المحمولة جواً والوحدات الميكانيكية والأرضية على حدٍ سواء. عندما استمعت منشورات الدفاع لأول مرة إلى تقارير عن الـ بي-300 في أوائل الثمانينيات، ذكرت تقارير مختلفة خطأ أنها نسخة إسرائيلية محسنة ومصنعة من آر بي جي-7 الروسي.

## الاستخدام
تُدْفَع الذخائر المستخدمة من قبل بي-300 بواسطة محرك صاروخي صلب، ويمكن تجهيزها بأحد نوعين من الرؤوس الحربية، وتوفر المرحلة الأولى المضادة للدبابات شديدة الانفجار دعمًا متخصصًا للمهمات المضادة للدبابات، أما الثانية والمعروفة باسم مرحلة المتابعة شديدة الانفجار مصممة للاستخدام ضد الأهداف المحصنة أو وحدات العدو خلف التغطبة. تؤثر الشحنة الرئيسية بثقب خلال الهيكل الواقي، مما يسمح بتمرير شحنة ثانوية مضاد للأفراد داخل الوحدة. أُنْتِج بي-300 خلال الثمانينات ودخلت الخدمة بكميات محدودة داخل وحدات القوات الخاصة الاسرائيلية .

## مزيد من التطوير

### قذائف SMAW
سلاح الهجوم متعدد الأغراض المحمول على الكتف (قاذفة SMAW) هو سلاح صاروخ يطلق من الكتف صممه ماكدونيل دوغلاس، إلى جانب الوظيفة الأساسية لكونه قاذفة صواريخ محمولة مضادة للدروع، وقُدِّم إلى القوات المسلحة الأمريكية في عام 1984. يبلغ أقصى مدى لها 500 م ضد أهداف الدبابات .

### شيبون

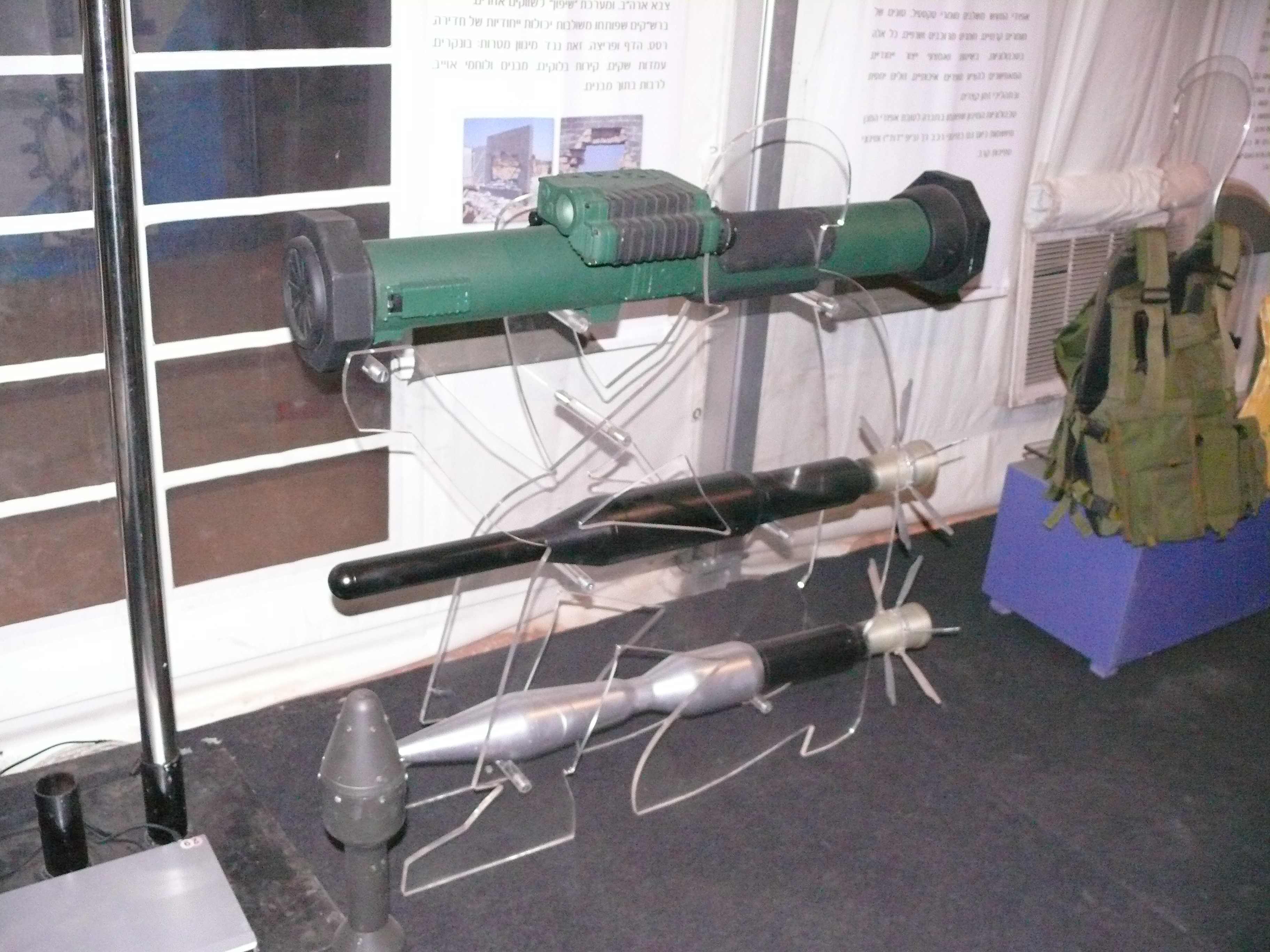
IMI شيبون

خلال أواخر التسعينات، قدمت شركة الصناعات العسكرية الإسرائيلية نظام شيبون وهو نظام صاروخي متطور متعدد الأغراض يعمل بإطلاق الكتف يتكون من أنبوب الإطلاق ووحدة تحكم بالإطلاق، ويشمل نظام شيبون نظامًا متقدمًا للتحكم في الإطلاق، مما يساعد على زيادة النطاق الفعال إلى 600 متر. يطلق شيبون نوعين من الصواريخ: إتش إي إيه إيه تانديم التي تخترق 800 ملم من الدروع الفولاذية بعد درع تفاعلي، وصاروخ بوكر-بوستر. يتم تشغيل "شيبون" داخل وحدات القوات الخاصة الإسرائيلية في الجيش الإسرائيلي و " يامام" (وحدة مكافحة الإرهاب التابعة للشرطة).

## المشغلين

### المشغلين الحاليين
- أذربيجان
- تشيلي
- إستونيا [5]
- الهند
- إسرائيل
- المكسيك
- سنغافورة
- سريلانكا
- الولايات المتحدة المستخدمة تحت تسمية القاذفة SMAW .

## روابط خارجية
- صور مبكرة من B-300 الإسرائيلي